# Castelo de Vide
Castelo de Vide (kɐʃ'tɛlu dɨ 'vidɨ) è un comune portoghese di 3 872 abitanti situato nel distretto di Portalegre.

## Società

### Evoluzione demografica
| Popolazione di Castelo de Vide (1801 – 2004) | Popolazione di Castelo de Vide (1801 – 2004) | Popolazione di Castelo de Vide (1801 – 2004) | Popolazione di Castelo de Vide (1801 – 2004) | Popolazione di Castelo de Vide (1801 – 2004) | Popolazione di Castelo de Vide (1801 – 2004) | Popolazione di Castelo de Vide (1801 – 2004) | Popolazione di Castelo de Vide (1801 – 2004) | Popolazione di Castelo de Vide (1801 – 2004) |
| -------------------------------------------- | -------------------------------------------- | -------------------------------------------- | -------------------------------------------- | -------------------------------------------- | -------------------------------------------- | -------------------------------------------- | -------------------------------------------- | -------------------------------------------- |
| 1801                                         | 1849                                         | 1900                                         | 1930                                         | 1960                                         | 1981                                         | 1991                                         | 2001                                         | 2004                                         |
| 7.006                                        | 6.031                                        | 6.614                                        | 6.837                                        | 6.538                                        | 4.187                                        | 4.145                                        | 3.872                                        | 3.780                                        |

## Freguesias
- Nossa Senhora da Graça de Póvoa e Meadas
- Santa Maria da Devesa (Castelo de Vide)
- Santiago Maior (Castelo de Vide)
- São João Baptista (Castelo de Vide)